# 狩り (ポルカ)
『狩り』（かり、ドイツ語: Auf der Jagd）作品373は、ヨハン・シュトラウス2世が作曲したポルカ・シュネル。

## 楽曲解説
シュトラウス2世は自作のオペレッタに登場した音楽を、ワルツやポルカなどに編曲して舞踏会に供することが多かった。このポルカは、1875年に作曲されたオペレッタ『ウィーンのカリオストロ』の中の「おお、私の駿馬よ」から引き出して作曲されたものである。
オペレッタ自体は「狩り」とはまったく関係がない物語であるが、劇中に登場したモティーフを使用しつつ新たに狩りの音楽が構築された。ホルンとトランペットによる狩りの合図が鳴り、それに続く演奏では鞭の音や鉄砲の音が表現される。
1875年8月5日、ウィーンの舞踏場『新世界』で開催された庭園プロムナード・コンサートにおいて、弟のエドゥアルト・シュトラウス1世の指揮により初演された。